# Béguios
Béguios é uma comuna francesa na região administrativa da Nova Aquitânia, no departamento dos Pirenéus Atlânticos. Estende-se por uma área de 11,23 km². Em 2010 a comuna tinha 267 habitantes (densidade: 23,8 hab./km²).